# Linia rzutu
Linia rzutu – chwilowe położenie osi przewodu lufy (wyrzutni) w momencie wylotu (startu) pocisku. Jest ona styczna do początkowego odcinku toru lotu pocisku (pokrywa się z kierunkiem wektora prędkości wylotowej pocisku). W wyniku ruchu broni pod wpływem działających na nią sił przy strzale (odrzut broni) z reguły nie pokrywająca się z linią strzału.